# Giselle Salandy
Giselle Salandy (* 25. Januar 1987 in Siparia; † 4. Januar 2009 in Port of Spain) war eine Boxerin aus Trinidad und Tobago.
Salandy holte sich im Jahre 2006 in drei Kämpfen sechs Weltmeister-Titel im Halbmittelgewicht (WBC, IWBF, WIBA, WBA, NABC und WBE). Am 29. März 2008 gewann Salandy gegen die vorher ungeschlagene Boxerin Karolina Lukasik aus Polen nach Punkten. Zu ihren sechs Gürteln kamen noch die der GBU und WIBF. Am 26. Dezember 2008 besiegte Salandy in ihrem letzten Kampf Yahaira Hernandez nach Punkten.
Am 4. Januar 2009 starb Giselle Salandy im Alter von 21 Jahren an den Folgen eines Autounfalls, den sie in der Nähe der Hauptstadt Port of Spain erlitten hatte. Postum wurde ihr noch im selben Jahr der höchste Orden ihres Heimatlandes, der Order of the Republic of Trinidad and Tobago, verliehen.